# Ruta Provincial 6 (Buenos Aires)
La Ruta Provincial 6 o Autovía 6, denominada «Gobernador Antonio Francisco Cafiero» es una carretera interurbana argentina de 180 km de longitud (numerados del km 30 al km 210), ubicada casi en el borde exterior del área metropolitana de Buenos Aires, es tomado como el límite final del tercer 
cordón urbano, en la parte metropolitana  de la Provincia de Buenos Aires (o sea, la zona cercana a la separada Ciudad Autónoma de Buenos Aires). Se extiende desde la Ruta Provincial 215 en Ángel Etcheverry (La Plata) hasta la ciudad de Zárate.
La ruta conecta los distritos urbanos industriales de La Plata, Brandsen y San Vicente con las zonas agrícolas de Cañuelas, General Las Heras, Marcos Paz, Gral. Rodríguez, Luján y Exaltación de la Cruz y los polos industriales de Pilar y Zárate-Campana; junto a los puertos de la capital bonaerense y localidad lindante con Entre Ríos en el norte.
La ruta 6 cuenta con 180 kilómetros de extensión y atraviesa el cuarto anillo de circunvalación del Conurbano uniendo 12 distritos: Zárate, Campana, Exaltación de la Cruz, Pilar, Luján, General Rodríguez, Marcos Paz, General Las Heras, Cañuelas, San Vicente, Brandsen y La Plata.

## Historia
Esta ruta de circunvalación se construyó en las décadas de 1960 y 1970, para aliviar los accesos a la capital del país (la Ciudad Autónoma de Buenos Aires (CABA)) del tránsito pesado pasante.
El primer tramo pavimentado de esta ruta, con una longitud de 38,7 km entre las ciudades de Campana y Luján, fue construido por la empresa contratista Marengo que llevó a cabo las obras de apertura de traza con camino de tierra en dos tramos: uno de 73,2 km entre Luján y Cañuelas construido por Santos Giovannini y otro de 33,3 km entre Cañuelas y San Vicente por Prates y Cía. El 26 de abril de 1972 la empresa constructora Marengo finalizó la obra de pavimentación del tramo entre San Vicente y el Partido de La Plata.
Con el tiempo se instalaron polos industriales en las cercanías de esta carretera, lo que contribuyó al gran incremento de circulación de camiones en esta ruta.
En 1999 la provincia destinó fondos para construir una autopista sobre la traza de la ruta, pero poco después del cambio de gobierno se desechó la idea.
Al principio de la década de 2000, el Estado nacional le cedió a la provincia de Buenos Aires el tramo de la Ruta Nacional 12 desde su inicio en el empalme con la Ruta Nacional 9 en Campana (km 76) hasta la rotonda de acceso a Zárate (km 84). Este tramo se sumó a la Ruta Provincial 6. Por Ley Provincial 13.281 publicado en el Boletín Oficial el 7 de enero de 2005 este tramo lleva el nombre Dr. Federico Jorge Hotton.
El 18 de mayo de 2003 comenzó la construcción de la autovía de 187 km con calzada de hormigón, dividiéndose en ocho tramos, siendo el primero de ellos una extensión de la ruta hasta Berisso. La obra se inauguró por tramos de norte a sur, comenzando desde la ciudad de Campana en 2010.
A principios de 2010 se encontraba habilitada la doble calzada desde Zárate hasta el cruce con el Acceso Oeste, en el partido de Luján. El tramo entre el Acceso Oeste y Cañuelas estaba en reparación, habiendo una mano única para transitar.
En mayo de 2015 finalizaron las obras de doble vía en la totalidad de la traza, y se anunció la formación de una empresa encargada del mantenimiento de la ruta mediante el cobro de peaje. En 2012, el entonces gobernador bonaerense Scioli revocada la concesión a la empresa privada  después de varios reclamos del gobierno provincial hacia la empresa para que se avance en un postergado tercer carril. Bajo la órbita de la secretaría de Servicios Públicos, la empresa avanzó con el tercer carril, se repavimentaron los dos carriles tradicionales, se reemplazaron luminarias y se creó un centro de monitoreo con 180 cámaras.En 2016 una de las primeras medidas de la gobernador María Eugenia Vidal sería la privatización y la  instalación de peajes en diferentes rutas provinciales. En marzo de 2016 firmó un proyecto para instalar tres cobros de peaje en menos de 180 kilómetros de la traza, lo que causó rechazo de usuarios y advertencias del Unidad de Análisis Económico Regulatorio de Concesiones Viales de la Provincia
Tras denuncias de la oposición, la Justicia en lo Contencioso Administrativo resolvió suspender el cobro de peajes en la Ruta provincial N° 6 
ya que la gobernadora no había seguido los pasos legales para instalar los peajes ni contaba con aval legislativo.En el año 2020 el gobernador Axel Kicillof anunció una fuerte intervención sobre la Ruta 6, junto a una serie de obras en tres etapas, con inversiones de 5.300 millones de pesos, junto a  la realización de la conexión al acceso del Puerto de La Plata.Las.obras fueron finalizadas en marzo de 2022.

## Localidades
Las ciudades y pueblos por los que pasa esta ruta son las siguientes (los pueblos con menos de 5000 habitantes figuran en itálica).
- Partido de La Plata (km 30-35): Ángel Etcheverry (km 31).
- Partido de Brandsen (km 35-41): Zona rural.
- Partido de La Plata (km 41-47): Zona rural de la delegación El Peligro.
- Partido de San Vicente (km 47-75): San Vicente (km 57-61).
- Partido de Cañuelas (km 75-100): Cañuelas (km 90-94).
- Partido de General Las Heras (km 100-107): Zona rural.
- Partido de Marcos Paz (km 107-111): Zona rural.
- Límite entre los partidos de Marcos Paz y General Las Heras (km 111-123): Zamudio (km 116) y Villars (km 121-123).
- Partido de Marcos Paz (km 123-131): Acceso a Plomer (localidad del Partido de General Las Heras) (km 131).
- Partido de General Rodríguez (km 131-151): Zona rural.
- Partido de Luján (km 151-169): Lezica y Torrezuri (km 151) y acceso a Open Door (km 165).
- Partido del Pilar (km 169-173): Zona rural.
- Límite entre los partidos de Pilar y Exaltación de la Cruz (km 173-175): Pavón (km 173).
- Partido de Exaltación de la Cruz (km 175-183): Pavón (km 175) y Los Cardales (km 181-183)
- Partido de Campana (km 183-205): Alto Los Cardales (km 184), Barrio Los Pioneros (km 191), Acceso a Campana por Avenida Rivadavia y Ruta Nacional A024 (km 197) y Campana (km 198-202).
- Partido de Zárate (km 205-210): Acceso a Zárate por Avenida Gral. Lavalle (km 210).

## Intersecciones
A continuación se muestran las intersecciones con otras carreteras y vías ferroviarias.
|  | RMq | MWNODEa | exSTRq |

|  | RM |

|  |  | exSKRZ-G+eBUE |

|  | WASSERq | RMoW2 | WASSERq |

|  | RM |

|  | exSTRq | MWNODE | exSTRq |

|  | WASSERq | RMoW2 | WASSERq |

|  | RM |

|  | WASSERq | RMoW2 | WASSERq |

| lDAMPF |  | RGuq + RM |  |

|  | RMq | RMIdo | exSTRq |

|  | RM |

|  | exSTRq | MWNODEl |  |

|  | exSTRq | MWNODEl |  |

|  | RM |

|  | exSTRq | MWNODE | exSTRq |

|  | RM |

|  | exSTRq | RMTEEeq |  |

|  | RM |

|  | tSTRq | RMIcu | tSTRq |

|  | exSTRq | RMIabua | exSTRq |

| lDAMPF |  | RGuq + RM |  |

|  | RMq | RMu + RMq | RMq |

|  | RMq | MWNODE | exSTRq |

|  | RM |

|  | exSTRq | MWNODEl |  |

| lDAMPF |  | RGuq + RM |  |

|  |  | MWNODEr | exSTRq |

|  | RM |

| lDAMPF |  | RGuq + RM |  |

|  |  | RMTEEaq | exSTRq |

|  | RM |

|  |  | exSKRZ-G+eBUE |

|  | RM |

|  |  | RMTEEaq | exSTRq |

|  | WASSERq | RMoW2 | WASSERq |

|  | RM |

|  | exSTRq | MWNODE | exSTRq |

|  | RM |

| lDAMPF |  | RGuq + RM |  |

|  | RMq | RMIaboe | RMq |

|  | RMq | RMIco | RMq |

|  | exSTRq | MWNODEl |  |

|  | RM |

|  | WASSERq | RMoW2 | WASSERq |

|  |  | RM |

| lDAMPF |  | RGuq + RM |  |

|  |  | RM |

|  | RMq | RMIco | RMq |

| lDAMPF |  | RGuq + RM |  |

|  | RM |

| lDAMPF |  | RGuq + RM |  |

|  | RM |

|  | RMq | RMIco | RMq |

| lDAMPF |  | RGuq + RM |  |

|  | RM |

|  | RMq | MWNODE | RMq |